# Серго Орджоникидзе
Серго Константинович Орджоникидзе, роден като Григол Константинес дзе Орджоникидзе (на грузински: გრიგოლ კონსტანტინეს ძე ორჯონიკიძე), е грузински болшевик и съветски политик.
Роден в днешна Грузия, тогава в границите на Руската империя, Орджоникидзе се присъединява към болшевиките още в ранна възраст и бързо се издига сред редиците им. Арестуван и хвърлян в затвора от руската полиция, той се намира в изгнание, когато избухва Февруарската революция през 1917 г. След като се завръща от изгнанието си, Орджоникидзе участва в Октомврийската революция, с която болшевиките завземат властта. В избухналата Гражданска война той играе важна роля, предвождайки болшевишките сили в Кавказ и нахлуването на Червената армия в Грузия, Армения и Азербайджан. Подкрепя създаването на Закавказката съветска федеративна социалистическа република, която скоро влиза в състава на Съветския съюз в края на 1922 г. Именно той е назначен и за първи секретар на ЗСФСР до 1926 г.
Повишен на народен комисар на Работническо-селската инспекция на СССР, Орджоникидзе се премества в Москва, където става част от тесния кръг на най-влиятелните болшевики. Отговорен е за съветското икономическо производство, докато през 1930 г. е назначен за председател на Висшия съвет на народното стопанство, който през 1932 г. е преобразуван в Народен комисариат на тежката промишленост. От тази си позиция Орджоникидзе контролира изпълнението на петилетките за икономическо развитие и спомага за създаването на Стахановското движение. По това време е избран и за член на Политбюро.
Орджоникидзе не изпитва желание да участва в кампаниите срещу т.нар. „вредители“ и саботьори, които започват в началото на 30-те години. Това създава напрежение между него и дългогодишния му приятел Йосиф Сталин, на когото по-рано е помогнал да завземе властта в страната. Осъзнавайки нуждата от хора с опит в своите области, Орджоникидзе отказва да прави чистки сред по-старите си работници или да се дистанцира от хората, които са считани за антиболшевики. Това допълнително разгневява Сталин.
Обстоятелствата около смъртта на Орджоникидзе на 18 февруари 1937 г. са обвити в мистерия и са обект на множество спекулации. Според официалните съветски данни той умира от сърдечен удар. Въпреки това много историци са на мнение, че той е бил принуден да се самоубие или е бил убит, вероятно по заповед на Сталин.
Градът Владикавказ носи името Орджоникидзе от 1932 до 1944 г., както и от 1954 до 1990 г.